# Ranulph de Gernon, 2. Earl of Chester
Ranulph de Gernon, 2. Earl of Chester auch Ranulph IV. le Meschin (* um 1099 auf Burg Gernon in der Normandie; † 16. Dezember 1153 in Chester) war ein anglo-normannischer Adliger. Er war 2. Earl of Chester in England und Vizegraf von Avranches in der Normandie.

## Herkunft
Er war der Sohn von Ranulph le Meschin, 1. Earl of Chester, genannt de Briquessart, Vizegraf von Avranches und Bayeux, Lord von Cumberland († 1129), aus dessen Ehe mit Lucy of Bolingbroke († um 1136), Witwe von Ivo Taillebois, 1. Baron of Kendal, und Roger FitzGerald de Roumare, Seigneur von Roumare. Lucy gehörte einer hochgestellten angelsächsischen Familie an und war Erbin zahlreicher Domänen und Burgen in Lincolnshire.
Ranulph erbte 1129 mit dem Tod seines Vaters das Earldom Chester und dessen übrige Titel und Ländereien und war danach einer der mächtigsten Magnaten Englands. Den größten Teil seiner Zeit als Earl verbrachte er während des Englischen Bürgerkriegs von 1135 bis 1154, in dem er eine aktive Rolle spielte, auch mehrfach die Seiten wechselte, um seinen eigenen Interessen gerecht zu werden.

## Der Anspruch auf den Norden (1136–1139)
Im Januar 1136, in den ersten Monaten des neuen Königs Stephan überschritt der schottische König David I. die Grenze und erreichte Durham, eroberte Carlisle, Wark, Alnwick, Norham und Newcastle-upon-Tyne. Am 5. Februar 1136 traf Stephan mit flämischen Söldnern ebenfalls vor Durham ein, so dass David sich gezwungen sah, zu verhandeln. Sie schlossen den Vertrag von Durham, durch den Stephan Wark, Alnwick, Norham und Newcastle zurückerhielt, David I. aber Carlisle und Doncaster behielt. Mit Carlisle war ein großer Teil Cumberlands verbunden, ebenso wie das Lehen Lancashire. Diese Gebiete hatten zum Besitz von Ranulphs Vater gehört, bevor er sie an König Heinrich I. abgab, um das Earldom Chester zu erhalten. Ranulph beanspruchte das Land weiterhin und hoffte darauf, es durch den neuen König zurückzuerhalten, da dieser auf seine Unterstützung angewiesen war. Der Vertrag von Durham stellte somit eine Gefahr für seine Ziele dar.
1139 verhandelte Stephan erneut mit David I., wobei er ihm gegenüber wiederum großzügig war: im Zweiten Vertrag von Durham gestand er ihm das County Northumbria zu, inklusive Carlisle, Cumberland, Westmorland und Lancashire nördlich des River Ribble, also Gebiete, die er Ranulph gegeben hatte und die dieser mit aller Kraft gegen die Schotten verteidigt hatte.
Ranulph behauptete, König Heinrich I. habe seinen Vater enteignet, obwohl die beiden Männer sich geeinigt hatten. Für Ranulph war es auch unwichtig, dass Carlisle nicht die Bedeutung wie Chester hatte, ihm ging es ums Prinzip. Er lebte nur noch auf den Tag hin, an dem er dieses Gebiet zurückerhalten würde. Als Stephan Northumbria an Heinrich von Schottland gab, den Sohn Davids, war er bereit, für seine Ziele zu revoltieren.

## Die Schlacht von Lincoln (1141)
Ranulph erhob auch mit seinem Halbbruder William de Roumare Ansprüche auf das Erbe ihrer Mutter Lucy, diesmal in Lincolnshire.
Ende September 1140 hielt sich Heinrich von Schottland an Stephans Hof auf, und Ranulph plante, ihn auf seiner Rückreise Richtung Schottland anzugreifen. Mathilda von Boulogne, Stephans Ehefrau, erfuhr von diesem Vorhaben und brachte ihren Mann dazu, Heinrich bis nach Schottland begleiten zu lassen. Ranulphs Pläne waren damit durchkreuzt worden. Er plante nun, sich stattdessen der Burg von Lincoln zu bemächtigen. Laut dem normannischen Chronisten Ordericus Vitalis sandten Ranulph und sein Halbbruder William de Roumare ihre Gemahlinnen auf einen freundschaftlichen Besuch zur Gattin des Kommandanten der Burgwache. Nach einiger Zeit kam Ranulph in Zivilkleidung und nur von drei Rittern begleitet bei der Burg an, scheinbar um die beiden Gattinnen abzuholen. Nach Abgabe ihrer Waffen wurden Ranulph und seine Ritter eingelassen, bemächtigten sich aber möglichst vieler in der Burg lagernder Waffen und verschafften dem gleichzeitig mit Verstärkungstruppen erschienenen William de Roumare Zutritt. In der Folge vertrieben sie die königliche Garnison.
Anfangs wollte Stephan nicht gegen Ranulph vorgehen, um ihn, einen der mächtigsten Herren des Königreichs, nicht in die Arme seiner Gegnerin, der Kaiserin Mathilde zu treiben. Außerdem konnte der englische König, sollte sein Bündnis mit Schottland platzen, Ranulph gut als Unterstützer gegen David I. gebrauchen. In diesem Fall hätte er dem Earl von Chester die von diesem so begehrten nördlichen, bisher dem schottischen König abgetretenen Gebiete als Lohn versprochen. Daher beschloss Stephan, mit Ranulph und seinem Halbbruder ein Abkommen zu schließen. William erhielt den Titel eines Earl of Lincoln, Ranulph die Herrschaft über die Stadt und Burg Derby sowie über Lincolnshire.
Wenig später beklagten sich die Einwohner von Lincoln heimlich beim in London weilenden Stephan über die Behandlung durch Ranulph und William. Sie informierten den König außerdem, dass die beiden Brüder relativ sorglos bei der Sicherung der Stadt vorgingen, die daher leicht zurückzuerobern sei. Stephan konnte der Versuchung zur Rückgewinnung einer so wichtigen Stadt nicht widerstehen und zog rasch gegen Lincoln. Dort kam er am 6. Jänner 1141 an und wurde von den Einwohnern eingelassen. Er belagerte sofort die Burg, die er in der Folge auch beschießen ließ. Ranulph war schon vor Stephans Ankunft nach Chester abgezogen, aber 17 Ritter der Gegenseite fielen dem englischen König in die Hände. In der Burg von Lincoln hatten sich William de Roumaire und dessen Gattin sowie jene von Ranulph verschanzt. Stephan dürfte ihnen jedoch eine sichere Abreise erlaubt haben.
Ranulph sammelte nun seine Gefolgsleute in Cheshire und Wales und bat seinen Schwiegervater Robert, 1. Earl of Gloucester, den Halbbruder der Kaiserin Mathilde, um Hilfe. Als Gegenleistung versprach er, die Kaiserin in Zukunft zu unterstützen. Mit vereinten Heeren zogen Ranulph und Robert of Gloucester gegen Lincoln. König Stephan wurde davon informiert, beschloss aber trotz Warnungen, vor Ort zu bleiben und persönlich den Kampf gegen seine Widersacher anzuführen. Die Schlacht von Lincoln am 2. Februar 1141 führte aber zur Niederlage und Gefangennahme Stephans.
Unter Ausnutzung des Durcheinanders im Lager des Königs nach dessen Festnahme bemächtigte sich Ranulph nun der Burgen des Alain de Bretagne, 1. Earl of Richmond, im Norden. Alain versuchte, Ranulph in einen Hinterhalt zu locken, wurde aber selbst gefangen, in Ketten gelegt und misshandelt, bis er sich Ranulph unterwarf und ihm huldigte.
In der Folge der Schlacht von Winchester vom 14. September 1141 wurde Robert von Gloucester gefangen, während es Ranulph gelang, nach Chester zu entkommen. Etwas später im selben Jahr wurde Robert gegen Stephan ausgetauscht. Im Jahr darauf, 1142, versöhnte sich Ranulph wieder mit dem König, der nun im Land die Oberhand hatte.

## Die zweite Belagerung Lincolns (1144)
Stephan belagerte 1144 die Burg von Lincoln erneut. Er erreichte die Stadt nachts und bereitete eine längere Belagerung vor, indem er einen Schützengraben ausheben ließ. Der Earl wurde durch den plötzlichen Aufmarsch der Feinde überrascht, stellte aber fest, dass seine Gegner ihm zahlenmäßig wohl nur wenig überlegen waren. Er wagte einen Ausfall, der König in der schwächeren Position zog sich zurück, der Earl verzichtete aus dem gleichen Grund darauf, ihn zu verfolgen. Er traf lediglich auf die Pioniere, die den Graben aushoben, von denen 80 getötet wurden, bevor er sich in die Burg zurückzog.

## Der Seitenwechsel (1145)
1145 beherrschte Ranulph praktisch ein Drittel des Königreichs: sein Gebiet war das Dreieck zwischen Chester, Coventry und Lincoln. Erneut wechselte er nun die Seiten, schloss ein weiteres Mal Frieden mit Stephan, was insofern überraschend ist, als dass er große Besitzungen in der Normandie hatte, die unter der Herrschaft Gottfrieds V. von Anjou, dem Ehemann Mathildes, stand, und er von Stephans Gefolgsleuten als Archetyp des Rebellen angesehen wurde, auch, weil er die Gefangennahme des Königs in Lincoln herbeigeführt hatte.
Für diesen Seitenwechsel bieten sich vordergründig zwei Erklärungen an: zum einen die wachsende Macht Stephans, zum anderen die zunehmenden Einfälle der Franzosen in seine kontinentalen Gebiete. Andererseits konnte Ranulph nun seinen Krieg gegen David I. von Schottland um die Gebiete im Norden wieder aufnehmen, da David I. seit 1141 mit Mathilde verbündet war.
Ranulph traf Stephan in Stamford, zeigte sich reumütig und konnte bis 1146 erneut die Gunst des Königs erlangen. Die Burg von Lincoln wurde ihm überlassen bis zu dem Moment, in dem er seinen Besitz in der Normandie zurückerhalten würde. Er zeigte guten Willen, indem er bei der Einnahme von Bedford half und bei der Belagerung von Wallingford dreihundert Ritter stellte.

## Die Gefangennahme des Earls (1146)
Obwohl Ranulphs Unterstützung beim König willkommen war, war sie es wiederum nicht bei anderen Gefolgsleuten des Königs, denen Ranulph Besitz abgenommen hatte, darunter Gilbert de Gant, 1. Earl of Lincoln, Alain de Bretagne, 1. Earl of Richmond, William Peverel, William d’Aubigny, 1. Earl of Arundel und der Graf Johann I. von Eu.
Diese Gruppe war alarmiert, als sie entdeckten, dass Ranulph den König dazu bewegen wollte, an einem Feldzug in Wales teilzunehmen. Die unterrichteten den König, dass Wales sich gut für Hinterhalt eignete, und dass Ranulph diese Falle geplant haben könne, zumal er keine Geisel gestellt und auch sonst keinen Beweis seiner Treue geliefert habe. Der König nahm den Verdacht auf und veranstaltete einen öffentlichen Disput.
In Northampton ließ er Ranulph ausrichten, das er ihm nicht helfen werde, solange die besetzten Gebiete nicht herausgebe und Geiseln stelle, um seine Loyalität unter Beweis zu stellen. Der Earl wies die Forderung zurück und erklärte, dass er nicht an die Seite des Königs zurückgekehrt sei, um so behandelt zu werden. In dem folgenden öffentlichen Disput wurde er des Hochverrats angeklagt, gefangen genommen und in Ketten gelegt, bis seine eigenen Gefolgsleute sich am 28. August 1146 mit dem König verständigten. Ranulph musste, um seine Freiheit zurückzuerhalten, die besetzten königlichen Gebiete und Burgen herausgeben, darunter auch Lincoln, Geiseln stellen und ein feierliches Versprechen abgeben, sich dem König in Zukunft nicht mehr zu widersetzen.
Ranulph war wütend, da er bei seiner Verhaftung unter dem Schutz des Königs stand und dieser damit seinen Schwur von Stamford gebrochen hatte. Er erhob sich erneut gegen den König, sobald er freigelassen war, in dem Wissen, dass es sinnlos sei, mit einem König Verträge zu schließen, der nicht in der Lage sei, sein Wort zu halten.
Er versuchte, Lincoln erneut dem König zu entreißen, marschierte vor der Stadt auf, sein Stellvertreter wurde in einem Gefecht getötet, woraufhin er wieder abzog. Die Burg von Coventry versuchte er dadurch in seine Hand zu bekommen, dass er eine zweite Burg bauen ließ. Als der König versuchte, ihn daran zu hindern, konnte Ranulph mit knapper Not entkommen.
Nach diesen gescheiterten Angriffen, hielt sich der König an Ranulphs Geiseln schadlos. Der wichtigste unter ihnen war Gilbert de Clare, 1. Earl of Hertford, den Stephan zwang, ihm seine Burgen zu übergeben. Gilbert reagierte wie Ranulph, er akzeptierte die Bedingungen, erhob sich dann aber, wieder in Freiheit, gegen den König. Diese Aktion des Königs verwickelte die Familie Clare ebenfalls in die Auseinandersetzung, der sie bislang ferngeblieben waren.

## Verständigung mit David I. von Schottland
Im Mai 1149 traf sich Heinrich von Anjou, Mathildes Sohn, mit Ranulph und David von Schottland in Carlisle, wo sie einen Angriff auf York verabredeten. In der Zwischenzeit war Stephan mit einer größeren Armee in den Norden gezogen, die aber von seinen Gegnern zerstreut werden konnte. Stephan ernannte nun mit Gilbert de Gant einen neuen Earl of Lincoln.
Während seines Aufenthalts in Carlisle beendete Ranulph seinen Konflikt mit David. Der südliche Teil des Lehens Lancashire, d. h. das Gebiet zwischen River Ribble und River Mersey, ging an Ranulph, der dieses Land ohnehin immer schon als Erbe seines Vaters angesehen hatte. Ranulph wiederum verzichtete auf seine Ansprüche auf Carlisle. Darüber hinaus wurde eine Ehe zwischen einem seiner Söhne und der Enkelin der schottischen Königs arrangiert. Mit dieser Übereinkunft wurde einerseits der Streit zwischen Ranulph und David beigelegt, andererseits erhielt Heinrich von Anjou einen treuen Verbündeten in England.
Später im selben Jahr war Heinrich von Schottland, Davids Sohn, als er nach dem abgebrochenen Angriff auf York auf der Flucht nach Süden war, gezwungen, Eustach IV. von Boulogne auszuweichen, dem Sohn Stephans, der versuchte, ihn in seine Hand zu bekommen. Ranulph griff erneut Lincoln an, um Eustach abzulenken. Die Einnahme der Stadt misslang, Heinrich von Schottland konnte jedoch entkommen.

## Vertrag mit dem Earl of Leicester
Der Machtbereich Ranulphs grenzte an Leicestershire und Warwickshire, er veranlasste ein Treffen mit einem Earl, der kaum weniger einflussreich als er war: Robert de Beaumont, 2. Earl of Leicester. Die Beaumont waren eine sehr mächtige Familie, ihre Verbindungen ins Zentrum des Königreichs sehr wichtig. Waleran de Beaumont, der Zwillingsbruder Roberts war Earl of Worcester, ihr Vetter Roger de Beaumont war 2. Earl of Warwick, ihre Schwäger waren William de Warenne, 3. Earl of Surrey und Gilbert de Clare, 1. Earl of Pembroke, hinzu kam Simon II. de Senlis, Earls of Huntingdon und Earl of Northampton.
Robert und Ranulph klärten die für sie potenziell gefährliche Situation, indem sie zwischen 1149 und 1153 einen ausgefeilten Vertrag schlossen, der genauestens die Beziehungen zwischen ihnen regelte. Die Erzbischöfe von Chester und Leicester wurden als Schiedsrichter zu den Zusagen verpflichtet, die nichtig werden sollten, falls eine der beiden Parteien den Vertrag verletzte.

## Ranulphs Tod (1153)
1153 überlebte Ranulph einen Versuch einer seiner Gegner, William II. Peverel von Nottingham, ihn bei einer Einladung zu sich mit vergiftetem Wein zu töten. Drei Männer starben, der Earl genas wieder, weil er weniger von dem Wein getrunken hatte als seine Leute. Peverel wurde, als Heinrich II. den Thron bestieg, der Zauberei angeklagt und verbannt. Ranulphs Ehefrau wurde verdächtigt, in den Anschlag verwickelt zu sein.
Ranulph starb noch im selben Jahr, am 16. Dezember 1153, vielleicht doch noch als Folge des Giftanschlags. König Stephan und Heinrich von Anjou verhandelten zu der Zeit den Vertrag von Wallingford in Winchester, der dem Bürgerkrieg ein Ende setzen sollte. Kurz zuvor hatte Heinrich Ranulph die Grafschaft Staffordshire versprochen.
Nach Ranulphs Tod wurde seinem Sohn und Erben, Hugh de Kevelioc, die Nachfolge seines Vaters zugesagt, jedoch beschränkt auf dessen Besitz des Jahres 1135.

## Religiöse Bauwerke
Ranulph stiftete 1131 die Abtei von Basingwerk und 1135 die Abtei von Calder, beide besiedelt mit Mönchen aus der normannischen Abtei Savigny.

## Ehe und Nachkommen
Er heiratete vor 1135 Maud FitzRobert (um 1120–1189), Tochter von Robert, 1. Earl of Gloucester, und Mabel FitzRobert. Mit ihr hatte er mindestens drei Kinder:
- Jeanne le Meschin (* um 1145), ⚭ um 1164 Adam de Brus († 1143), Sohn von Robert de Brus, Lord of Annandale; Adam erbte Güter in Yorkshire;
- Hugh de Kevelioc, 3. Earl of Chester (um 1147–1181), Erbe seines Vaters, ⚭ um 1170 Bertrada von Montfort (um 1150–1189), Tochter von Simon III. de Montfort, Graf von Évreux;
- Richard[4] († zwischen 1170 und 1175).